# Bukowina południowa

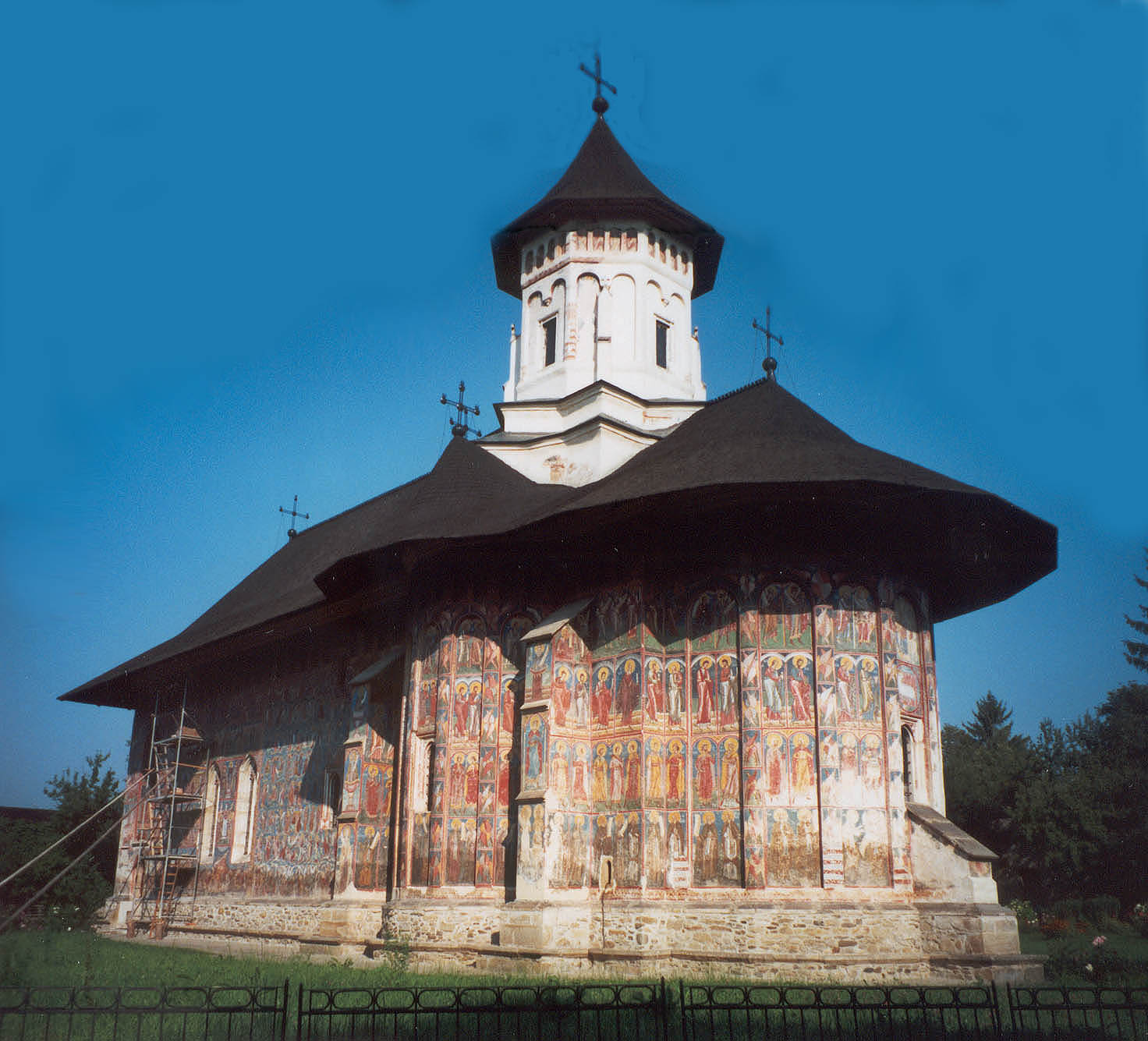
Klasyczny monastyr bukowiński, pokryty zewnętrznymi polichromiami. Tutaj: Vatra Moldoviței

Dzisiejszy okręg Suczawa, z zaznaczoną Bukowiną południową

Bukowina południowa, zwana również Bukowiną rumuńską – część historycznej Bukowiny, która po II wojnie światowej pozostała w Rumunii. Pokrywa się w dużym stopniu z okręgiem suczawskim (județul Suceava).

## Region

### Obszar
Obszar Bukowiny rumuńskiej można podzielić na dwie części, zachodnią górzystą i wschodnią wyżynną. Na Zachodzie jest to niewielki odcinek łańcucha Karpat Wschodnich:
- Zewnętrzne Karpaty Wschodnie oraz ich pasma: Obcinele Bucovinei i Munții Stânișoarei
- Wewnętrzne Karpaty Wschodnie, czyli na tym terenie Góry Bystrzyckie
- północno-zachodnie peryferia Wyżyny Mołdawskiej (tu Wyżyna Suczawy).

Różnica między Karpatami Zewnętrznymi a Wewnętrznymi jest dobrze widoczna. Grzbiety górskie Obcineli są łagodne i wyrównane, rozdzielone podłużnymi dolinami. Masywy Karpat wewnętrznych (Rarau i Giumalau) są wyższe, bardziej urozmaicone. Posiadają głęboko wcięte doliny.

### Klimat
W zimie klimat Bukowiny południowej znajduje się pod wpływem powietrza polarno-kontynentalnego, wschodniego i północno-wschodniego, w lecie zaś pod wpływem powietrza oceanicznego z północnego zachodu, zachodu i południowego zachodu. Roczne sumy opadów są niższe niż w Europie Zachodniej i wynoszą od 700 mm na północnym wschodzie, poprzez 950 mm na Obcinelach Feredeului do ok. 1000 mm na Obcinelach Mestecanis. Obszary górskie cechują długie, ostre i obfitujące w opady śnieżne zimy, krótkie deszczowe wiosny, długie i upalne lata oraz pogodne jesienie. Klimat wyżynny cechują w zimie silne i mroźne wiatry, obfite opady śniegu oraz suche i gorące lata. Wiosny są krótkie i bogate w deszcze, a jesienie słoneczne.

### Lasy
Okręg Suczawa jest najbardziej zalesiony w całej Rumunii. Lasy stanowią 53% powierzchni terenu. Intensywna gospodarka leśna oraz równie intensywny wypas owiec i bydła w górskich lasach i na łąkach bardzo zaburzyły pierwotny układ pięter charakterystyczny dla tego regionu. Skład gatunkowy lasów uległ znacznym zmianom, a granice pięter przesunięciu. Aktualnie na Bukowinie, poza pogórzem i piętrem alpejskim, wyróżnia się trzy piętra leśne:
- Najwyżej znajduje się piętro świerkowe (Obcinele Mestecanis i Feredeului) – zdominowane przez świerk w towarzystwie jodły, sosny i buka jako gatunków uzupełniających.
- Niżej piętro przejściowe (centralna część gór Bukowiny) – świerk ciągle dominujący; widoczny jest jednak duży udział buka.
- Najniżej piętro bukowe (Obcinele Mare) – zdominowane przez buk z niewielkimi domieszkami jodły, świerka lub sosny.

### Zwierzyna
Powszechne są dziki, jelenie, lisy, sarny, wiewiórki, i żbiki, a z ptaków cietrzewie, głuszce, kuropatwy i przepiórki. Często spotkać można niedźwiedzie brunatne – szczególnie w mniej zaludnionych regionach – i wilki, które w zimie łączą się w watahy o liczebności nawet do kilkunastu osobników. Częste są salamandry, które doskonale się maskują w wilgotnych dolinkach potoków.

### Gospodarka
Głównym miastem jest Suczawa (Suceava), leżąca wzdłuż dawnego szlaku Lwów-Jassy połączona z innymi miejscowościami siecią dróg i kolei. Gospodarka regionu opiera się w dużej mierze na rolnictwie wyżynnym, wypasie bydła i gospodarce leśnej – w szczególności wyrębie lasów.

### Turystyka
Ze względu na walory krajobrazowe, czystość środowiska, architekturę sakralną i mozaikę etniczną Bukowina południowa posiada bardzo wysoki potencjał turystyczny – zdecydowanie zaniedbany.
Prawdziwym skarbem Bukowiny południowej są unikatowe późnośredniowieczne cerkwie, znane przede wszystkim z bogatych malowideł zewnętrznych. Są to wpisane na światową listę dziedzictwa UNESCO zespoły klasztorne w Arbore, Vatra Moldoviței, Voroneț, Mănăstirea Humorului, Pătrăuți oraz Suczawie.
Góry posiadają zalążkową formę szlaków turystycznych. Całoroczne schroniska górskie znajdują się pod szczytami Rarau i Giumalau. Dobrze rozwinięta jest sieć transportu kolejowego i autobusowego, powszechny jest autostop.
Kimpulung Mołdawski i Vatra Dornei są XIX-wiecznymi kurortami. Wśród turystów dominują wycieczki autokarowe odwiedzające monastyry oraz grupy chodzące po górach, najczęściej z Polski, Niemiec lub Węgier.

## Główne miasta i miejscowości
Część miejscowości ma oficjalnie przyjęte polskie nazwy. Niektóre nazwy mają w języku polskim kilka odmian. Inną pisownię znajdzie turysta na aktualnych mapach rumuńskich, inną na topograficznych mapach austro-węgierskich z końca XIX wieku. Każda etniczna grupa zamieszkująca Bukowinę ma dodatkowo swoje własne nazewnictwo geograficzne. Nazwy miejscowości podane są za Słownikiem geograficznym Królestwa Polskiego (SgKP), choć i to dzieło podaje nieraz wiele pisowni. Wsie polskie zapisane zostały wedle nazw używanych przez zamieszkujących je Polaków. Iacobeni, miejscowość rumuńską, pozostawiono w pisowni rumuńskiej, gdyż inne wersje już nie funkcjonują i byłyby nieczytelne. Także po rumuńsku podano wieś huculską Ciumirna, ta nazwa bowiem funkcjonuje w terenie, a odpowiedniki polskie i austriackie, stanowiące transkrypcję z huculskiej odmiany języków rusińskich, nie są przekonujące. Miejscowości, których nie ma w SgKP, pomniejsze wioski, zwłaszcza z południowych i wschodnich kresów Bukowiny, podano w pisowni rumuńskiej. W nawiasach aktualna pisownia rumuńska.
| Główne miasta: - Suczawa (Suceava) - Gura Humora (Gura Humorului) - Kimpulung Mołdawski (Câmpulung Moldovenesc) - Radowce (Rădăuți) - Seret (Siret) - Solka (Solca) - Watra Dorna (Vatra Dornei) | Inne miejscowości: - Arbore - Ardżel (Argel) - Ciumirna - Frumosu - Gemenea - Humor (Mănăstirea Humorului) - Iacobeni - Kaczyka (Cacica) - Kirlibaba (Cârlibaba) - Mołdawica (Moldovița Ruscă) | - Mołdawa Sulica (Moldova-Sulița) - Nowy Soloniec (Solonețu Nou) - Plesza (Pleșa) - Pojana Mikuli (Poiana Micului) - Pożoryta (Pojorâta) - Putna - Suczawica (Sucevița) - Valea Bancului - Wama (Vama) - Watra Mołdawica (Vatra Moldoviței) - Voroneț |